# New Amsterdam
New Amsterdam – miasto w północno-wschodniej Gujanie, port przy ujściu rzeki Canje do estuarium rzeki Berbice (Ocean Atlantycki). Około 17 tys. mieszkańców (2002). Trzecie co do wielkości miasto kraju.